# یامر
یامِر (به انگلیسی: Yammer) یک سرویس شبکه اجتماعی فری‌میوم برای ارتباطات اختصاصی سازمانی است. دسترسی به سرویس یامر بر اساس دامنه اینترنتی کاربر انجام می‌شود بنابراین تنها کاربرانی که پست الکترونیک تایید شده در دامنه اینترنتی سازمان را دارند می‌توانند به شبکه اجتماعی سازمان ملحق شوند. در سال ۲۰۱۲ مایکروسافت یامر را به مبلغ ۱.۲ میلیارد دلار خریداری کرد.